# Alexis Gómez
Alexis De Jesús Gómez (nacido el 8 de agosto de 1978 en Loma de Cabrera) es un jardinero izquierdo dominicano de Grandes Ligas que actualmente se encuentra en la agencia libre. En la temporada 2011 jugó para los Diablos Rojos del México en la Liga Mexicana.

## Carrera

### Kansas City Royals
Gómez fue firmado como amateur el 21 de febrero de 1997. Pasó sus primeras dos temporadas profesionales con los Dominican Summer Royals de la Dominican Summer League. Gómez bateó .351 con 51 carreras anotadas y 42 carreras impulsadas en 64 partidos para los Dominican Summer Royals en su primera temporada como profesional. En 1998, bateó para .283 con un jonrón y 34 remolcadas en 67 partidos.
En 1999, Gómez jugó 56 partidos con los Gulf Coast Royals de la Gulf Coast League y bateó para .276 con 31 carreras empujadas y 5 cuadrangulares. Esa temporada, clasificó en tercer lugar en la liga en turnos al bate, carreras anotadas, partidos jugados, quinto en la liga en hits y jonrones.
En 2000, Gómez jugó 121 partidos en el béisbol High-A con los Wilmington Blue Rocks de la Liga de Carolina. Bateó para .254 y empató en segundo en el club con 63 carreras anotadas. Esa temporada, también registró 29 juegos multi-hit, incluyendo seis juegos de 3 hits.
Gómez pasó los primeros dos meses de la temporada 2001 de nuevo con Wilmington, bateando para .302 en 48 juegos antes de obtener un ascenso a los Wichita Wranglers de la Liga de Texas en el béisbol Doble-A. Jugó 83 partidos, y bateó 96 hits, bateando para .281 y anotando 55 carreras. Lideró a los Wranglers en bases robadas y triples con 16 y 6, respectivamente. Del 19 de abril al 10 de mayo de la temporada 2001, Gómez tuvo una racha de bateo de 18 partidos con los Blue Rocks. Durante ese lapso, bateó para .485 y remolcó una carrera y anotó una carrera en 16 de los 18 partidos. Con los Wranglers, Gómez también tuvo otra racha de bateo de 18 partidos del 30 de julio al 19 de agosto en la que bateó para .368.
En 2002, Gómez hizo su debut en Grandes Ligas el 16 de junio, bateando un hit en cuatro apariciones en el plato. Jugó cinco partidos con el equipo, y se fue de 10-2 antes de ser asignado nuevamente a los Wranglers el 30 de junio. Gómez jugó el resto de la temporada con el equipo de los Wranglers, registrando buenos números en la temporada. Bateó para .295 en 114 juegos, empujando 75 carreras, mientras que también daba 14 jonrones. Se robó 36 bases (cuarto en la liga) y también bateó 21 dobles y 8 triples.
Gómez fue elogiado por su excelente desempeño al ser seleccionado para el equipo All-Star de la Texas League a mitad de la temporada y nuevamente al final de la temporada. También fue nombrado el Jugador de la Semana de la Texas League entre el 15 y el 21 de abril. Gómez también fue nombrado el 9º mejor prospecto de ligas menores en la Liga de Texas por la revista Baseball America después de la temporada 2002.
Gómez pasó toda la temporada 2003 con los Omaha Royals de la Pacific Coast League en el béisbol de Triple-A. Jugó 121 partidos, bateando para .270 en la temporada y liderando al equipo en triples y en hits, con 8 y 123, respectivamente. También conectó ocho jonrones y remolcó 58 carreras.
En 2004, Gómez jugó nuevamente con el equipo Triple-A Omaha Royals, donde bateó para un pobre promedio de .251 en la temporada y sólo acumuló 96 imparables en 109 juegos. Gómez tuvo otra temporada con los Reales al final de la temporada reforzando al jardinero central David DeJesus. Jugó 13 partidos, y se fue de 29-8, también impulsó su primera carrera de Grandes Ligas y anotó otra.
Los Reales luego excluyeron a Gómez de su roster, y fue recogido posteriormente por los Tigres de Detroit al final de la temporada.

### Detroit Tigers
Así, en 2005, Gómez fue enviado a la Liga Internacional, donde jugó con el equipo de Triple-A, los Toledo Mud Hens. Se desempeñó excepcionalmente bien, consiguiendo 130 hits en 114 juegos y manteniendo un impresionante promedio de bateo de .307. Hizo otra breve aparición en las Grandes Ligas con los Tigres de Detroit al jugar en 9 partidos y yéndose de 16-3 (.188).
En 2006, Gómez jugó 62 partidos con los Tigres. Comenzó con el equipo en abril y fue enviado brevemente de vuelta a Toledo a principios de mayo, donde se fue de 102-24, bateo .235 en 28 juegos. Sin embargo, volvió a jugar con el equipo el 6 de junio y permaneció hasta el 26 de julio, cuando fue designado para asignación. El 7 de agosto de 2006, Gómez conectó cuatro jonrones en un juego, para Toledo Mud Hens. Gómez fue una sorpresiva inclusión en el roster, del Juego 2 de la Serie de Campeonato de la Liga Americana de 2006. Respondió yéndose de 4-2 con un sencillo de dos carreras y un jonrón de dos carreras para ayudar a conducir a los Tigres a una victoria de 8-5 sobre los Atléticos.

### De vuelta a las menores
En 2007, Gómez jugó en la organización Rockies de Colorado. El 4 de enero de 2008, firmó un contrato de ligas menores con los Marlins de la Florida con una invitación a los entrenamientos de primavera. Se perdió una gran parte de la temporada, mientras estaba en la lista de lesionados y se convirtió en agente libre al final de la temporada.

### 2009-2010
El 6 de enero de 2009, Gómez firmó un contrato de ligas menores con una invitación a los entrenamientos de primavera con los Tigres de Detroit.
En 2010 Alexis Gómez firmó con Vaqueros Laguna, de la Liga Mexicana. Bateó para .352 con 16 jonrones y 82 impulsadas. También lideró la liga con 37 bases robadas. Después de la temporada 2010, fue transferido a los Diablos Rojos del México. En noviembre de 2010, Gómez estuvo involucrado en un accidente de tráfico, en el que perdió el control de la camioneta que conducía. El SUV atropelló y mató a un peatón. Gómez fue trasladado de urgencia a un hospital.